# ندله
شهر ندله (به رومانیایی: Nădlac) در شهرستان ارد در کشور رومانی واقع شده‌است. جمعیت این شهر ۸٬۴۲۲ نفر  است.